# XHCDM-TDT
XHCDM-TDT es una estación de televisión pública mexicana, operada por el Servicio de Medios Públicos de la Ciudad de México con instalaciones transmisoras en el Cerro del Chiquihuite que brinda cobertura en toda la Ciudad de México.
La estación transmite las señales de: Capital 21 del Gobierno de la Ciudad de México en el canal virtual 21.1; y Congreso TV, la señal de la pluralidad, canal de televisión del Congreso de la Ciudad de México en el canal virtual 21.2.
Sus programas principales son el noticiero matutino Capital por Cual conducido por Fernanda Tapia, el noticiero nocturno Informe Capital conducido por Azul Alzaga ambos enfocados en la difusión de información local y nacional con contexto, así como temas políticos coyunturales, sociales, económicos, financieros, culturales, deportivos y de interés ciudadano. 
También cuenta con una barra de opinión conformada por programas de análisis mediático, económico y político como Aunque Usted No Lo Vea, Economía con Sazón y El Aquelarre.

## Historia
Durante el gobierno sexenal de Marcelo Ebrard como jefe de gobierno de la Ciudad de México, se prometió a la capital tener su propia señal de televisión.
Para este fin, desde 2008 a la Comisión Federal de Telecomunicaciones (hoy Instituto Federal de Telecomunicaciones se envió una solicitud para abrir un canal especial para la Ciudad de México con el distintivo 'XHCDM' con propuesta de señal análoga 36, 38 o 42 y digital con 21.1, 36.1 o 42.1, pero la COFETEL en mayo les dio la señal digital 'XHCDM-TDT' en la posición 21.1 de TDT con antena transmisora en el Cerro del Chiquihuite, por los cambios de fecha del apagón analógico en México. El permiso fue otorgado el 22 de febrero de 2010.
En junio de 2010 se iniciaron las transmisiones de prueba, cuya programación consistía en programas comprados y prestados a medios públicos como Canal Once, Canal 22, DW, BBC y televisiones públicas estatales.
Posteriormente con la llegada Miguel Ángel Mancera como jefe de gobierno de la Ciudad de México, se realizó una ampliación de horarios de transmisión.
El 11 de septiembre de 2014 se publicó en el Diario Oficial de la Federación, la Política vigente para la Transición a la Televisión Digital Terrestre (TDT).
A partir de esto para sintonizar la señal de Capital 21 es necesario un televisor con sintonizador digital de acuerdo con el estándar ATSC A/53 y con el estándar de compresión de video MPEG-2 y/o MPEG-4 o también un televisor analógico con un decodificador y una antena del tipo interior o exterior.
En noviembre de 2015, se empezó a utilizar la multiprogramación (subcanales) para transmitir la señal del Canal de la Asamblea, el cual es análogo al Canal del Congreso, debido a que principalmente se transmiten las sesiones de la Asamblea Legislativa de la Ciudad de México.
El 17 de septiembre de 2018, con la entrada del vigor de la nueva constitución de la Ciudad de México y la instalación del primer Congreso de la Ciudad de México, que reemplaza a la Asamblea de la Ciudad de México, Ciudad Tv 21.2 cambia su nombre del Canal de la Asamblea a El Canal del Congreso de la Ciudad de México.
A lo largo de varias administraciones Capital 21 ha recibido diversos cambios en su programación, identidad institucional y talentos que conforman sus contenidos, mismos que en gran medida han reflejado las distintas posturas de lo que un medio público debe de ser, sin embargo, fue con la llegada de Claudia Sheinbaum como jefa de gobierno de la Ciudad de México que este canal de televisión recibió las transformaciones más relevantes y necesarias para fortalecer la libertad editorial y transparencia con sus audiencias.  

## Multiprogramación
| Canal de transmisión | Canal virtual | Resolución | Relación de aspecto | Nombre PSIP | Programación |
| -------------------- | ------------- | ---------- | ------------------- | ----------- | ------------ |
| 21                   | 21.1          | 1080i      | 16:9                | XHCDMHD     | Capital 21   |
| 21                   | 21.2          | 480i       | 16:9                | XHCDMSD     | Congreso Tv  |

### Capital 21
La programación del canal incluye programas culturales y de entretenimiento dirigida a la población de la Ciudad de México. El canal cuenta con una serie de noticieros, programas de revista, de turismo, cultura, salud, entre otros. Como parte de La Red de Radiodifusoras y Televisoras Educativas y Culturales de México, este canal se llega a enlazar con: Canal Once del IPN y Canal 22 en la transmisión de ciertos eventos y llegan a transmitir programación de otras televisoras públicas pertenecientes a la red.

### Ciudad Tv - 21.2 El Canal del Congreso de la Ciudad de México
Además de transmitir las sesiones de la Asamblea Legislativa de la Ciudad de México (hoy Congreso de la Ciudad de México), se emiten algunos programas de producción propia, distinta a la de Capital 21. Actualmente cuentan principalmente con el noticiero La Ciudad y el Mundo y el programa de variedades, El Ombligo de la Luna.